# Сент Питер (Илиноис)
Сент Питер (енгл. St. Peter) град је у америчкој савезној држави Илиноис.

## Демографија
По попису из 2010. године број становника је 359, што је 27 (-7,0%) становника мање него 2000. године.
| Група             | 2000.       | 2010.       |
| Белци             | 382 (99,0%) | 356 (99,2%) |
| Афроамериканци    | 0 (0,0%)    | 2 (0,6%)    |
| Азијати           | 1 (0,3%)    | 0 (0,0%)    |
| Хиспаноамериканци | 0 (0,0%)    | 1 (0,3%)    |
| Укупно            | 386         | 359         |